# Resultados do Carnaval de São Paulo em 2024
Nesta página estão apontados os resultados do Carnaval de São Paulo no ano de 2024. Os desfiles foram realizados entre os dias 3 e 12 de fevereiro de 2024.

## Escolas de Samba
A Mocidade Alegre conquistou seu décimo segundo título de campeã no carnaval paulistano e o segundo bicampeonato na história com um desfile sobre as expedições do poeta Mário de Andrade pelo Brasil. O enredo "Brasiléia Desvairada: a busca de Mário de Andrade por um país" foi desenvolvido pelo carnavalesco Jorge Silveira, que conquistou seu segundo título no Grupo Especial. A Dragões da Real somou a mesma pontuação final que a Mocidade, mas perdeu o título no critério de desempate. A escola fez um desfile sobre as realezas da África. Somando a mesma pontuação, Tom Maior e Independente Tricolor foram rebaixadas para a segunda divisão.
A Estrela do Terceiro Milênio venceu o Grupo de Acesso 1 com um enredo sobre a mitologia iorubá da criação do mundo na visão de Vovó Cici, retornando ao Grupo Especial após ter sido rebaixada no carnaval anterior. Vice-campeã, a Colorado do Brás também foi promovida à primeira divisão depois de dois anos com um desfile sobre o Mandacaru. Torcida Jovem e Pérola Negra foram rebaixadas para a terceira divisão. X-9 Paulistana venceu o Grupo de Acesso 2, retornando a segunda divisão junto com a vice-campeã Unidos de São Lucas. Brinco da Marquesa venceu o Grupo Especial de Bairros, Saudosa Maloca conquistou o Acesso 1 de Bairros, Penha foi a campeã do Acesso 2 de Bairros e a Cacique do Parque venceu o Acesso 3 de Bairros.
Pelo segundo ano consecutivo, a TV Globo e a TV Brasil dividem os direitos de transmissão em rede nacional dos desfiles das escolas de samba, com a primeira transmitido as apresentações do Grupo Especial (a qual já realiza a cobertura desde a década de 70) e a segunda as apresentações do Grupo de Acesso I e II. A cobertura da apuração do Grupo Especial ficou limitada para a TV Globo São Paulo e afiliadas paulistas pela quinta vez consecutiva, enquanto que o restante do país pôde acompanhar pelo Globoplay, G1 e GloboNews.

### Grupo Especial
O desfile do Grupo Especial é organizado pela Liga Independente das Escolas de Samba de São Paulo (LigaSP) e realizado no Sambódromo do Anhembi.
Ordem dos desfiles
A ordem dos desfiles foi definida através de sorteio realizado no dia 20 de junho de 2023 na Fábrica do Samba. Seguindo o regulamento do ano, a campeã de 2023, Mocidade Alegre, pôde escolher a posição de desfile dentro do dia em que foi designada. A primeira noite de desfiles é aberta pela vice-campeã do Grupo de Acesso 1 do ano anterior, a Camisa Verde e Branco. A segunda noite de desfiles é aberta pela campeã do Grupo de Acesso 1 do ano anterior, Vai-Vai; Uma das mudanças anunciadas para este carnaval, é que as escolas que fecharem em décimo primeiro e décimo segundo lugar encerram as apresentações nos dois dias de desfiles. Ou seja, a Rosas de Ouro encerra as apresentações da primeira noite e a Acadêmicos do Tucuruvi encerra a segunda noite. Após o sorteio foi permitido que as escolas negociassem a troca de posições dentro de cada noite.

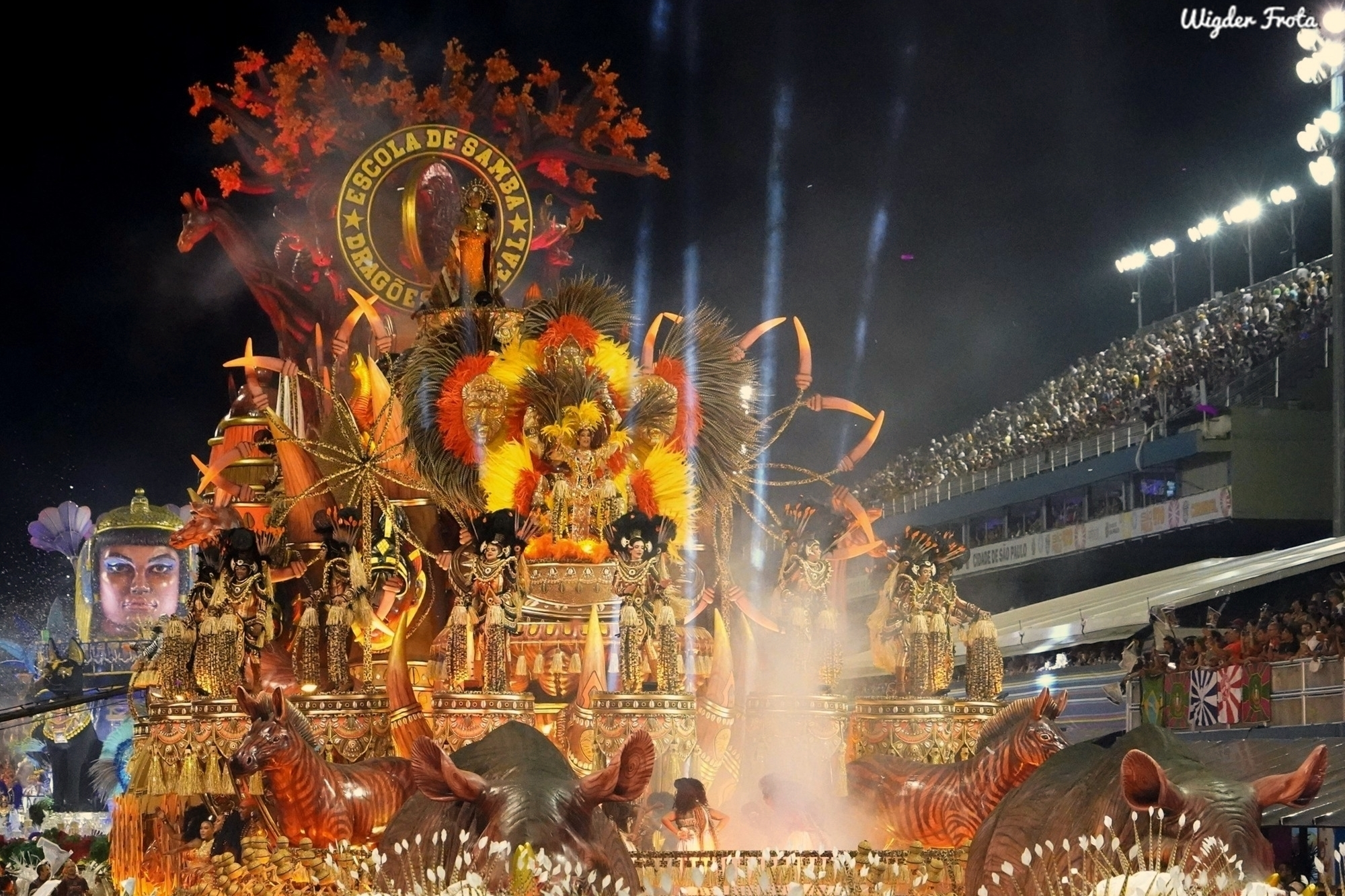
Desfile da Dragões da Real. Escola foi a vice-campeã de 2024.

| Sexta-feira (09/02/2024) | Sábado (10/02/2024) |
| 1. Camisa Verde e Branco 2. Barroca Zona Sul 3. Dragões da Real 4. Independente Tricolor 5. Acadêmicos do Tatuapé 6. Mancha Verde 7. Rosas de Ouro | 1. Vai-Vai 2. Tom Maior 3. Mocidade Alegre 4. Gaviões da Fiel 5. Águia de Ouro 6. Império de Casa Verde 7. Acadêmicos do Tucuruvi |

Notas
| Agremiações (por ordem de desfile)                 | Evolução | Evolução | Evolução | Evolução | Comissão de Frente | Comissão de Frente | Comissão de Frente | Comissão de Frente | Fantasia | Fantasia | Fantasia | Fantasia | Enredo | Enredo | Enredo | Enredo | Samba-Enredo | Samba-Enredo | Samba-Enredo | Samba-Enredo | Bateria | Bateria | Bateria | Bateria | Alegoria | Alegoria | Alegoria | Alegoria | Mestre-Sala & Porta-Bandeira | Mestre-Sala & Porta-Bandeira | Mestre-Sala & Porta-Bandeira | Mestre-Sala & Porta-Bandeira | Harmonia | Harmonia | Harmonia | Harmonia | P. | TOTAL |
| Sexta-feira                                        | J1       | J2       | J3       | J4       | J1                 | J2                 | J3                 | J4                 | J1       | J2       | J3       | J4       | J1     | J2     | J3     | J4     | J1           | J2           | J3           | J4           | J1      | J2      | J3      | J4      | J1       | J2       | J3       | J4       | J1                           | J2                           | J3                           | J4                           | J1       | J2       | J3       | J4       |    |       |
| -------------------------------------------------- | -------- | -------- | -------- | -------- | ------------------ | ------------------ | ------------------ | ------------------ | -------- | -------- | -------- | -------- | ------ | ------ | ------ | ------ | ------------ | ------------ | ------------ | ------------ | ------- | ------- | ------- | ------- | -------- | -------- | -------- | -------- | ---------------------------- | ---------------------------- | ---------------------------- | ---------------------------- | -------- | -------- | -------- | -------- | -- | ----- |
| Camisa                                             | 9,9      | 9,9      | 9,9      | 9,6      | 9,9                | 9,9                | 9,9                | 9,9                | 9,9      | 10       | 10       | 10       | 9,9    | 9,9    | 10     | 10     | 9,9          | 10           | 9,9          | 10           | 10      | 10      | 10      | 9,9     | 9,9      | 9,7      | 10       | 9,9      | 10                           | 10                           | 9,8                          | 10                           | 10       | 10       | 10       | 10       |    | 269,0 |
| Barroca                                            | 10       | 10       | 10       | 10       | 9,9                | 9,9                | 10                 | 9,9                | 9,9      | 9,9      | 10       | 10       | 10     | 9,9    | 10     | 9,8    | 10           | 10           | 9,7          | 10           | 9,9     | 9,9     | 10      | 10      | 10       | 9,7      | 10       | 9,9      | 10                           | 10                           | 10                           | 10                           | 9,9      | 9,8      | 10       | 10       |    | 269,3 |
| Dragões                                            | 10       | 10       | 10       | 10       | 10                 | 10                 | 10                 | 10                 | 9,9      | 10       | 10       | 10       | 10     | 10     | 10     | 10     | 10           | 9,9          | 10           | 10           | 9,9     | 10      | 10      | 10      | 10       | 9,8      | 10       | 10       | 10                           | 10                           | 10                           | 10                           | 9,9      | 10       | 10       | 10       |    | 270   |
| Independente                                       | 10       | 10       | 10       | 9,9      | 9,9                | 9,9                | 9,9                | 9,8                | 10       | 10       | 10       | 9,9      | 9,8    | 9,9    | 9,9    | 9,9    | 9,9          | 9,9          | 9,9          | 10           | 10      | 9,9     | 10      | 10      | 9,9      | 9,5      | 9,7      | 9,9      | 10                           | 10                           | 10                           | 10                           | 9,9      | 10       | 10       | 10       |    | 268,7 |
| Tatuapé                                            | 10       | 10       | 10       | 10       | 10                 | 9,9                | 10                 | 10                 | 10       | 10       | 10       | 9,9      | 9,9    | 9,8    | 10     | 10     | 10           | 10           | 9,9          | 9,9          | 10      | 10      | 10      | 10      | 10       | 10       | 10       | 10       | 10                           | 10                           | 10                           | 10                           | 10       | 9,9      | 10       | 10       |    | 269,8 |
| Mancha                                             | 10       | 9,9      | 10       | 9,9      | 9,9                | 10                 | 10                 | 9,8                | 10       | 10       | 9,9      | 10       | 10     | 10     | 10     | 10     | 10           | 10           | 9,8          | 9,9          | 10      | 10      | 10      | 10      | 10       | 9,9      | 9,8      | 10       | 10                           | 10                           | 10                           | 9,9                          | 9,9      | 10       | 10       | 10       |    | 269,6 |
| Rosas                                              | 10       | 9,9      | 9,9      | 9,9      | 10                 | 10                 | 9,9                | 9,9                | 9,9      | 10       | 10       | 10       | 10     | 10     | 10     | 10     | 9,9          | 9,9          | 10           | 10           | 9,9     | 10      | 10      | 10      | 9,8      | 9,6      | 9,9      | 9,8      | 10                           | 9,9                          | 10                           | 10                           | 9,9      | 10       | 10       | 10       |    | 269,1 |
| Sábado                                             | J1       | J2       | J3       | J4       | J1                 | J2                 | J3                 | J4                 | J1       | J2       | J3       | J4       | J1     | J2     | J3     | J4     | J1           | J2           | J3           | J4           | J1      | J2      | J3      | J4      | J1       | J2       | J3       | J4       | J1                           | J2                           | J3                           | J4                           | J1       | J2       | J3       | J4       |    |       |
| Vai-Vai                                            | 9,8      | 9,8      | 10       | 9,8      | 10                 | 10                 | 10                 | 9,8                | 10       | 9,9      | 10       | 10       | 10     | 10     | 10     | 10     | 10           | 10           | 10           | 10           | 10      | 9,9     | 10      | 10      | 10       | 9,8      | 10       | 9,9      | 10                           | 10                           | 9,9                          | 9,9                          | 9,9      | 10       | 10       | 10       |    | 269,4 |
| Tom Maior                                          | 9,8      | 9,8      | 9,7      | 10       | 10                 | 9,9                | 9,9                | 9,8                | 10       | 10       | 10       | 10       | 9,9    | 10     | 10     | 9,7    | 10           | 9,9          | 9,9          | 10           | 10      | 10      | 10      | 10      | 10       | 9,7      | 9,9      | 9,8      | 10                           | 9,9                          | 9,9                          | 9,9                          | 10       | 10       | 10       | 10       |    | 268,7 |
| Mocidade                                           | 10       | 10       | 10       | 10       | 9,9                | 10                 | 10                 | 10                 | 10       | 10       | 10       | 10       | 10     | 10     | 10     | 10     | 10           | 10           | 10           | 10           | 10      | 10      | 10      | 10      | 10       | 9,8      | 10       | 10       | 10                           | 10                           | 10                           | 10                           | 10       | 10       | 10       | 10       |    | 270   |
| Gaviões                                            | 10       | 10       | 9,9      | 9,9      | 10                 | 10                 | 10                 | 9,9                | 10       | 9,9      | 10       | 10       | 9,8    | 9,9    | 10     | 9,9    | 10           | 10           | 10           | 10           | 10      | 10      | 10      | 10      | 10       | 9,9      | 10       | 9,9      | 10                           | 9,9                          | 10                           | 10                           | 10       | 10       | 10       | 10       |    | 269,6 |
| Águia                                              | 9,9      | 10       | 9,9      | 9,7      | 9,9                | 9,9                | 10                 | 10                 | 10       | 10       | 10       | 10       | 10     | 10     | 9,9    | 9,9    | 10           | 10           | 9,9          | 10           | 10      | 9,8     | 10      | 10      | 9,8      | 9,8      | 9,9      | 9,8      | 10                           | 10                           | 10                           | 10                           | 10       | 10       | 10       | 10       |    | 269,1 |
| Império                                            | 10       | 9,9      | 10       | 10       | 9,9                | 10                 | 9,9                | 9,9                | 10       | 10       | 10       | 10       | 9,8    | 9,9    | 10     | 9,9    | 9,8          | 10           | 10           | 10           | 10      | 10      | 10      | 10      | 9,9      | 10       | 10       | 10       | 10                           | 9,9                          | 10                           | 10                           | 9,8      | 10       | 10       | 10       |    | 269,6 |
| Tucuruvi                                           | 10       | 10       | 10       | 10       | 10                 | 9,9                | 9,9                | 10                 | 10       | 10       | 10       | 10       | 10     | 10     | 10     | 10     | 10           | 10           | 10           | 10           | 10      | 10      | 10      | 10      | 9,8      | 9,8      | 9,8      | 9,9      | 10                           | 10                           | 10                           | 10                           | 10       | 10       | 10       | 10       |    | 269,4 |
| OBS.: A menor nota de cada quesito foi descartada. |          |          |          |          |                    |                    |                    |                    |          |          |          |          |        |        |        |        |              |              |              |              |         |         |         |         |          |          |          |          |                              |                              |                              |                              |          |          |          |          |    |       |

Classificação

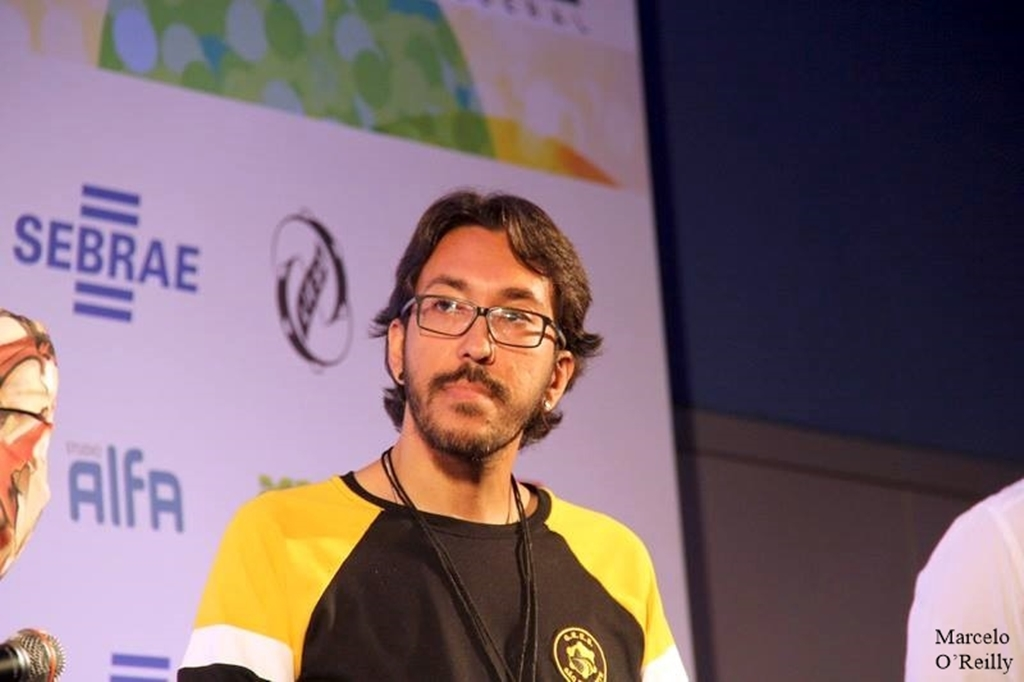
Jorge Silveira, carnavalesco da Mocidade Alegre, conquistou seu segundo título consecutivo na elite do carnaval.

A Mocidade Alegre conquistou seu décimo segundo título de campeã do Grupo Especial paulistano e o segundo bicampeonato de sua história com um desfile sobre as expedições do poeta Mário de Andrade pelo Brasil. O enredo "Brasiléia Desvairada: a busca de Mário de Andrade por um país" foi desenvolvido pelo carnavalesco Jorge Silveira, que conquistou seu segundo título no Grupo Especial. A escola atingiu a pontuação máxima, tendo apenas duas notas abaixo da máxima, que, seguindo o regulamento do concurso, foram descartadas. Com a vitória, a Mocidade tornou-se isoladamente a segunda escola com mais títulos, superando a Nenê de Vila Matilde e ficando atrás apenas do Vai-Vai. 
Dragões da Real somou a mesma pontuação final que a Mocidade Alegre. O desempate foi nas notas descartadas, onde a Dragões recebeu um 9,9 do primeiro jurado do quesito Harmonia. A escola falou sobre as realezas da África. Foi o terceiro vice-campeonato da escola em sete anos. Pela segunda vez a escola perde o título no desempate, algo que aconteceu também em 2017. Terceira colocada, a Acadêmicos do Tatuapé desfilou com um enredo sobre o município baiano de Mata de São João. Com um desfile sobre o infinito, os Gaviões da Fiel se classificaram em quarto lugar. A Mancha Verde conquistou a última vaga do Desfile das Campeãs realizando um desfile sobre a agricultura no Brasil.
Sexto colocado, o Império de Casa Verde homenageou a cantora Fafá de Belém. A escola ficou sem uma nota no quesito Evolução após a jurada Bia Cagliani esquecer de lançar a pontuação para a agremiação. A LigaSP decidiu atribuir a nota através de uma média aritmética, com a escola ficando com um dez no cálculo total. Com um desfile sobre a filosofia Ifá, Acadêmicos do Tucuruvi se classificou em sétimo lugar. De volta ao Grupo Especial, o Vai-Vai se classificou em oitavo lugar com um enredo sobre a cultura hip-hop no Brasil. A escola causou polêmica ao apresentar uma ala que retratava policiais como demônios, numa referência ao álbum Sobrevivendo no Inferno, do Racionais MC's. Políticos defenderam o corte de subvenção pública para a agremiação. Com um desfile em exaltação ao seu cinquentenário, o Barroca Zona Sul obteve o nono lugar. O Águia de Ouro se classificou em décimo lugar com um desfile sobre a história do rádio no Brasil e o comunicador Eli Corrêa. Décima primeira colocada, o Rosas de Ouro homenageou os 70 anos do Parque Ibirapuera. De volta ao Grupo Especial, após o vice-campeonato do Grupo de Acesso 1 no ano anterior, o Camisa Verde e Branco se classificou em décimo segundo lugar com um desfile sobre o orixá Oxóssi, padroeiro da agremiação, e a ascensão dos negros ao longo da história. Um dos homenageados do enredo, o ex-jogador Adriano Imperador desfilou na última alegoria. Somando a mesma pontuação, Tom Maior e Independente Tricolor foram rebaixadas para a segunda divisão. Após sete anos consecutivos na primeira divisão, a Tom Maior foi rebaixada para o Grupo de Acesso 1. Penúltima colocada, a escola realizou um desfile sobre Aysú, uma história de amor entre Abeté e Anahi, que é a versão indígena de uma representação clássica de Orfeu e Eurídice. A Independente Tricolor foi rebaixada para a segunda divisão, após dois anos consecutivos no Grupo Especial. Última colocada, a escola realizou um desfile sobre as mulheres guerreiras Agojie.
| Pos | Escolas de Samba       | Enredo | Pts   | Desempate | Classificação ou rebaixamento        |
| --- | ---------------------- | --- | ----- | --------- | ------------------------------------ |
| 1   | Mocidade Alegre        | Brasiléia Desvairada: a busca de Mário de Andrade por um país                                                          | 270,0 | Harmonia  | Campeã do Carnaval de 2024           |
| 2   | Dragões da Real        | África - Uma constelação de reis e rainhas                                                                             | 270,0 | Harmonia  | Desfile das Campeãs de 2024          |
| 3   | Acadêmicos do Tatuapé  | Uma Joia da Bahia - Símbolo de Preservação! Entre Contos e Tambores, Viva a Mata de São João!                          | 269,8 |           | Desfile das Campeãs de 2024          |
| 4   | Gaviões da Fiel        | Vou Te Levar Pro Infinito                                                                                              | 269,6 | Harmonia  | Desfile das Campeãs de 2024          |
| 5   | Mancha Verde           | Do Nosso Solo Para o Mundo: o Campo Que Preserva, o Campo Que Produz, o Campo Que Alimenta                             | 269,6 | Harmonia  | Desfile das Campeãs de 2024          |
| 6   | Império de Casa Verde  | Fafá - A Cabocla Mística em Rituais da Floresta                                                                        | 269,6 | Harmonia  |                                      |
| 7   | Acadêmicos do Tucuruvi | Ifá | 269,4 | Harmonia  |                                      |
| 8   | Vai-Vai                | Capítulo 4, Versículo 3 – Da Rua e do Povo, o Hip Hop: Um Manifesto Paulistano                                         | 269,4 | Harmonia  |                                      |
| 9   | Barroca Zona Sul       | Nós Nascemos e Crescemos no Meio de Gente Bamba. Por isso, que Somos a Faculdade do Samba. 50 Anos de Barroca Zona Sul | 269,3 |           |                                      |
| 10  | Águia de Ouro          | Águia de Ouro nas Ondas do Rádio                                                                                       | 269,1 | Harmonia  |                                      |
| 11  | Rosas de Ouro          | Ibira 70 | 269,1 | Harmonia  |                                      |
| 12  | Camisa Verde e Branco  | Andela - O Imperador nas Terras do Rei                                                                                 | 269,0 |           |                                      |
| 13  | Tom Maior              | Aysú – Uma História de Amor                                                                                            | 268,7 | Harmonia  | Descem para o Grupo de Acesso 1 2025 |
| 14  | Independente Tricolor  | Agojie, A Lâmina da Liberdade!                                                                                         | 268,7 | Harmonia  | Descem para o Grupo de Acesso 1 2025 |

Premiações
| Prêmios 2024                 | Estrela do Carnaval      | Recordar é Viver | Prêmio SASP                 | Prêmio SRzd              |
| ---------------------------- | ------------------------ | --- | --------------------------- | ------------------------ |
| Escola / Desfile             | Império                  | | Império                     | Império                  |
| Samba-enredo                 | Tucuruvi                 | Tom Maior (Especial) Colorado do Brás (Acesso 1) Imperatriz da Paulicéia (Acesso 2)                                                                         | Império                     | Império                  |
| Enredo                       | -                        | | Vai-Vai                     | Vai-Vai                  |
| Bateria                      | Tucuruvi                 | Mocidade Alegre (Especial) Nenê de Vila Matilde (Acesso 1) Uirapuru da Mooca (Acesso 2)                                                                     | Império                     | Império                  |
| Mestre-sala e Porta-bandeira | Rubens e Janny (Dragões) | Diego e Natalia (Mocidade Alegre - Especial) Jefferson e Karina (Mocidade Unida da Mooca - Acesso 1) Fabiano e Sandra (Primeira da Cidade Líder - Acesso 2) | Rodrigo e Jéssica (Império) | Rubens e Janny (Dragões) |
| Comissão de Frente           | Império                  | Dragões da Real (Especial) Estrela do Terceiro Milênio (Acesso 1) Imperador do Ipiranga (Acesso 2)                                                          | Tucuruvi                    | Tucuruvi                 |
| Intérprete / Ala Musical     | Tinga (Império)          | Hudson Luiz (Tucuruvi - Especial) Grazzi Brasil e Darlan Alves (Estrela do Terceiro Milênio - Acesso 1) Tiganá (Imperatriz da Paulicéia - Acesso 2)         | Celsinho Mody (Tatuapé)     | Tatuapé                  |
| Ala de Baianas               | Mocidade                 | Tucuruvi (Especial) Pérola Negra (Acesso 1) X-9 Paulistana (Acesso 2)                                                                                       | -                           | Mocidade                 |
| Evolução                     | -                        | | Dragões                     | Dragões                  |
| Harmonia                     | -                        | | Dragões                     | Império                  |
| Alegorias                    | Tom Maior                | Dragões da Real (Especial) Estrela do Terceiro Milênio (Acesso 1) Imperador do Ipiranga (Acesso 2)                                                          | Dragões                     | Dragões                  |
| Fantasias                    | Mocidade                 | | Dragões                     | Dragões                  |
| Carnavalesco                 | Sidnei França (Vai-Vai)  | | -                           | -                        |
| Rainha de Bateria            |                          | Ana Beatriz Godoi (Rosas de Ouro - Especial) Sávia David (Vila Maria - Acesso 1) Ariê Suyane (Imperatriz da Paulicéia - Acesso 2)                           |                             |                          |
| Passistas                    |                          | Rosas de Ouro (Especial) Pérola Negra (Acesso 1) Unidos de São Lucas (Acesso 2)                                                                             |                             |                          |

### Grupo de Acesso 1
O desfile do Grupo de Acesso 1 é organizado pela Liga Independente das Escolas de Samba de São Paulo (LigaSP) e realizado no Sambódromo do Anhembi.
Ordem de desfile
| Domingo (11/02/2024) |
| --- |
| 1. Dom Bosco de Itaquera 2. Torcida Jovem do Santos 3. Nenê de Vila Matilde 4. Pérola Negra 5. Colorado do Brás 6. Unidos de Vila Maria 7. Estrela do Terceiro Milênio 8. Mocidade Unida da Mooca |

Notas
| Agremiações (por ordem de desfile)                 | Evolução | Evolução | Evolução | Evolução | Comissão de Frente | Comissão de Frente | Comissão de Frente | Comissão de Frente | Fantasia | Fantasia | Fantasia | Fantasia | Enredo | Enredo | Enredo | Enredo | Samba-Enredo | Samba-Enredo | Samba-Enredo | Samba-Enredo | Bateria | Bateria | Bateria | Bateria | Alegoria | Alegoria | Alegoria | Alegoria | Mestre-Sala & Porta-Bandeira | Mestre-Sala & Porta-Bandeira | Mestre-Sala & Porta-Bandeira | Mestre-Sala & Porta-Bandeira | Harmonia | Harmonia | Harmonia | Harmonia | P. | TOTAL |
| Domingo                                            | J1       | J2       | J3       | J4       | J1                 | J2                 | J3                 | J4                 | J1       | J2       | J3       | J4       | J1     | J2     | J3     | J4     | J1           | J2           | J3           | J4           | J1      | J2      | J3      | J4      | J1       | J2       | J3       | J4       | J1                           | J2                           | J3                           | J4                           | J1       | J2       | J3       | J4       |    |       |
| -------------------------------------------------- | -------- | -------- | -------- | -------- | ------------------ | ------------------ | ------------------ | ------------------ | -------- | -------- | -------- | -------- | ------ | ------ | ------ | ------ | ------------ | ------------ | ------------ | ------------ | ------- | ------- | ------- | ------- | -------- | -------- | -------- | -------- | ---------------------------- | ---------------------------- | ---------------------------- | ---------------------------- | -------- | -------- | -------- | -------- | -- | ----- |
| Dom Bosco                                          | 10       | 9,8      | 9,9      | 9,5      | 9,9                | 9,9                | 9,8                | 9,7                | 10       | 10       | 9,9      | 10       | 9,8    | 10     | 10     | 9,9    | 9,8          | 10           | 9,9          | 10           | 9,9     | 9,9     | 10      | 10      | 10       | 9,9      | 9,8      | 10       | 10                           | 10                           | 9,9                          | 10                           | 10       | 9,8      | 10       | 9,9      |    | 268,8 |
| Torcida Jovem                                      | 10       | 9,9      | 10       | 9,7      | 9,9                | 9,7                | 9,8                | 9,6                | 10       | 10       | 10       | 10       | 9,9    | 9,9    | 10     | 10     | 9,9          | 10           | 10           | 9,8          | 10      | 10      | 9,9     | 10      | 9,9      | 9,8      | 9,7      | 9,9      | 10                           | 10                           | 10                           | 10                           | 9,7      | 9,8      | 9,9      | 10       |    | 268,4 |
| Nenê                                               | 10       | 10       | 9,8      | 9,7      | 9,9                | 9,9                | 9,9                | 9,9                | 10       | 9,9      | 10       | 10       | 10     | 9,9    | 10     | 10     | 9,8          | 9,9          | 9,9          | 9,8          | 10      | 10      | 10      | 10      | 9,9      | 10       | 9,8      | 10       | 9,9                          | 9,9                          | 9,8                          | 10                           | 10       | 9,9      | 10       | 9,9      |    | 268,7 |
| Pérola Negra                                       | 9,9      | 9,7      | 9,9      | 9,6      | 9,9                | 9,9                | 9,9                | 9,9                | 10       | 10       | 9,9      | 10       | 9,7    | 9,9    | 9,7    | 9,8    | 10           | 10           | 10           | 10           | 9,9     | 9,9     | 10      | 10      | 9,9      | 9,7      | 9,8      | 9,9      | 9,9                          | 9,9                          | 10                           | 10                           | 9,8      | 9,7      | 10       | 10       |    | 267,8 |
| Colorado                                           | 9,9      | 10       | 10       | 9,7      | 9,9                | 10                 | 9,9                | 10                 | 10       | 10       | 10       | 10       | 10     | 10     | 10     | 10     | 9,7          | 10           | 9,9          | 10           | 10      | 10      | 10      | 10      | 10       | 9,9      | 9,7      | 9,9      | 10                           | 10                           | 9,9                          | 10                           | 9,9      | 10       | 10       | 10       |    | 269,5 |
| Vila Maria                                         | 10       | 10       | 10       | 9,9      | 9,9                | 10                 | 9,9                | 9,9                | 10       | 10       | 9,9      | 10       | 10     | 10     | 10     | 10     | 9,8          | 9,8          | 10           | 9,9          | 10      | 9,9     | 10      | 9,9     | 9,9      | 9,9      | 10       | 9,9      | 9,7                          | 9,9                          | 9,8                          | 9,8                          | 10       | 10       | 10       | 10       |    | 268,7 |
| Estrela                                            | 10       | 10       | 9,9      | 9,8      | 10                 | 9,9                | 10                 | 10                 | 10       | 9,9      | 10       | 10       | 10     | 10     | 10     | 10     | 10           | 10           | 10           | 10           | 10      | 9,9     | 10      | 10      | 10       | 10       | 10       | 10       | 10                           | 10                           | 10                           | 9,9                          | 10       | 10       | 10       | 10       |    | 269,9 |
| MUM                                                | 9,7      | 9,5      | 10       | 9,5      | 10                 | 9,9                | 9,9                | 10                 | 10       | 10       | 9,9      | 10       | 10     | 10     | 9,8    | 9,9    | 10           | 10           | 10           | 9,9          | 10      | 10      | 10      | 10      | 10       | 9,8      | 9,8      | 10       | 10                           | 10                           | 10                           | 10                           | 9,9      | 10       | 9,9      | 9,9      |    | 268,6 |
| OBS.: A menor nota de cada quesito foi descartada. |          |          |          |          |                    |                    |                    |                    |          |          |          |          |        |        |        |        |              |              |              |              |         |         |         |         |          |          |          |          |                              |                              |                              |                              |          |          |          |          |    |       |

Classificação
Estrela do Terceiro Milênio venceu o Grupo de Acesso 1 e foi promovida ao Grupo Especial, de onde foi rebaixada no carnaval anterior. A escola realizou um desfile sobre a mitologia iorubá da criação do mundo na visão de Vovó Cici. Vice-campeã, a Colorado do Brás também foi promovida à primeira divisão, de onde estava afastada desde 2022. A escola realizou um desfile sobre o Mandacaru.
Estreando no Grupo de Acesso 1 após ser vice-campeã da terceira divisão no ano anterior, a Dom Bosco de Itaquera se classificou em terceiro lugar com um desfile em que apresentava a Região Nordeste como um reino independente do Brasil. Quarta colocada, a Unidos de Vila Maria realizou um desfile sobre o orixá Ogum. Homenageando a cantora e compositora Lia de Itamaracá, Nenê de Vila Matilde obteve o quinto lugar. Sexta colocada, a Mocidade Unida da Mooca homenageou a professora e escritora Helena Theodoro. De volta à segunda divisão após vencer o Grupo de Acesso 2 no ano anterior, a Torcida Jovem foi rebaixada de volta para a terceira divisão. A escola terminou na penúltima colocação com um desfile sobre a origem da cultura afro brasileira através dos povos da nação Bantu. Última colocada, a Pérola Negra também foi rebaixada com um desfile sobre as quebradeiras de coco babaçu. A última vez que a escola esteve na terceira divisão foi em 1988, quando venceu o então Grupo 1. Desde então a escola vinha se alternando entre o Grupo Especial e a segunda divisão. 
| Pos | Escolas de Samba            | Enredo                                                                                 | Pts   | Desempate | Classificação ou rebaixamento        |
| --- | --------------------------- | -------------------------------------------------------------------------------------- | ----- | --------- | ------------------------------------ |
| 1   | Estrela do Terceiro Milênio | Vovó Cici Conta e o Grajaú Canta: O Mito da Criação                                    | 269,9 |           | Sobem para o Grupo Especial 2025     |
| 2   | Colorado do Brás            | Os Encantos da Raiz do Mandacaru                                                       | 269,5 |           | Sobem para o Grupo Especial 2025     |
| 3   | Dom Bosco de Itaquera       | Um Causo Arretado de um Povo Pra Lá de Valente... O Cordel de um Nordeste Independente | 268,8 |           |                                      |
| 4   | Unidos de Vila Maria        | Forjados na luta, Guiados na Coragem e Sincretizados na Fé: A Vila Canta Ogum!         | 268,7 | Harmonia  |                                      |
| 5   | Nenê de Vila Matilde        | Cirandando a Vida pra Lá e pra Cá. Sou Lia, Sou Nenê, Sou de Itamaracá                 | 268,7 | Harmonia  |                                      |
| 6   | Mocidade Unida da Mooca     | Oyá Helena                                                                             | 268,6 |           |                                      |
| 7   | Torcida Jovem do Santos     | Raiz Afro Mãe, meu Brasil Bantu                                                        | 268,4 |           | Descem para o Grupo de Acesso 2 2025 |
| 8   | Pérola Negra                | Pérola no Encanto dos Balaios das Quebradeiras                                         | 267,8 |           | Descem para o Grupo de Acesso 2 2025 |

### Grupo de Acesso 2
O desfile do Grupo de Acesso 2 é organizado pela Liga Independente das Escolas de Samba de São Paulo (LigaSP) e realizado no Sambódromo do Anhembi.
Ordem de desfile
| Sábado (03/02/2024) |
| --- |
| 1. Unidos de São Miguel 2. Unidos de São Lucas 3. Imperatriz da Paulicéia 4. Amizade Zona Leste 5. Uirapuru da Mooca 6. X-9 Paulistana 7. Camisa 12 8. Primeira da Cidade Líder 9. Imperador do Ipiranga 10. Morro da Casa Verde 11. Unidos do Peruche |

Classificação
X-9 Paulistana foi campeã com seis décimos de diferença para a Unidos de São Lucas. Com a vitória, a escola garantiu seu retorno à segunda divisão, de onde foi rebaixada no ano anterior. A escola realizou um desfile em homenagem ao Nordeste e ao poeta Patativa do Assaré. Vice-campeã, a Unidos de São Lucas também conquistou acesso à segunda divisão, de onde estava afastada desde 2012. A escola engatou uma sequência de acessos consecutivos iniciada em 2022, quando foi campeã do Grupo de Acesso 1 de Bairros, e em 2023, quando venceu o Grupo Especial de Bairros. A São Lucas fez um desfile sobre grandes líderes e heróis e superou o Morro da Casa Verde nos critérios de desempate. Últimas colocadas, Uirapuru da Mooca, Unidos de São Miguel e Amizade Zona Leste foram rebaixadas para a quarta divisão, organizada pela UESP
| Pos | Escolas de Samba         | Enredo                                                                             | Pts   | Classificação ou rebaixamento                    |
| --- | ------------------------ | ---------------------------------------------------------------------------------- | ----- | ------------------------------------------------ |
| 1   | X-9 Paulistana           | Nordestino sim, Nordestinado jamais!                                               | 269,8 | Sobe para o Grupo de Acesso 1 2025               |
| 2   | Unidos de São Lucas      | O Canto das Três Raças... O Grito de Alforria do Trabalhador!                      | 269,2 | Sobe para o Grupo de Acesso 1 2025               |
| 3   | Morro da Casa Verde      | O canto de Ominirá: Negra é a Raiz da Liberdade!                                   | 269,2 |                                                  |
| 4   | Imperador do Ipiranga    | Desperte a criança que há dentro de você                                           | 269,1 |                                                  |
| 5   | Primeira da Cidade Líder | Salve ela! A Majestade do Samba Portela!                                           | 268,9 |                                                  |
| 6   | Unidos do Peruche        | Da Cultura do Reino de Ifê ao Legado da Rainha Ronke                               | 268,9 |                                                  |
| 7   | Camisa 12                | Meu black é de rei, minha coroa é de Chico. Chico Rei entre nós                    | 268,8 |                                                  |
| 8   | Imperatriz da Paulicéia  | Maracatu - Bendito é o Seu Rito                                                    | 268,6 |                                                  |
| 9   | Uirapuru da Mooca        | Da estrela guia que brilha no céu, vem aí, a Mocidade Independente de Padre Miguel | 268,5 | Desce para o Grupo Especial de Bairros-UESP 2025 |
| 10  | Unidos de São Miguel     | Um príncipe negro na corte dos esfarrapados                                        | 268,3 | Desce para o Grupo Especial de Bairros-UESP 2025 |
| 11  | Amizade Zona Leste       | Eduardo Basílio - Um Mar de Rosas de Ouro do Quilombo da Brasilândia para o Mundo  | 267,6 | Desce para o Grupo Especial de Bairros-UESP 2025 |

### Grupo Especial de Bairros
O desfile do Grupo Especial de Bairros é organizado pela  União das Escolas de Samba de São Paulo (UESP) e realizado na Avenida Eliseu de Almeida, Butantã.
Ordem de desfile
| Domingo (11/02/2024) | Segunda-feira (12/02/2024)                                                                                                  |
| 1. Leandro de Itaquera 2. Lavapés Pirata Negro 3. Flor da Vila Dalila 4. TUP 5. Unidos de Santa Bárbara 6. Combinados de Sapopemba | 1. Unidos do Vale Encantado 2. União Imperial 3. Isso Memo 4. Unidos de Guaianases 5. Brinco da Marquesa 6. Raízes do Samba |

Classificação
Brinco da Marquesa venceu o Grupo Especial de Bairros. Com a vitória, a escola foi promovida ao Grupo de Acesso 2, de onde foi rebaixada no ano anterior. Vice-campeã, a Raízes do Samba também foi promovida à terceira divisão, chegando ao desfile do Anhembi pela primeira vez, aos nove anos de existência.
| Pos | Escolas de Samba         | Enredo                                                                                            | Pts   | Classificação ou rebaixamento                         |
| --- | ------------------------ | ------------------------------------------------------------------------------------------------- | ----- | ----------------------------------------------------- |
| 1   | Brinco da Marquesa       | Entre sonhos e pesadelos, a Marquesa viaja pelo Reino de Morfeu                                   | 269,9 | Sobe para o Grupo de Acesso 2 2025                    |
| 2   | Raízes do Samba          | Negras Raízes!                                                                                    | 268,8 | Sobe para o Grupo de Acesso 2 2025                    |
| 3   | Unidos de Santa Bárbara  | A chama que aquece nossos corações. Vamos celebrar a nossa fé!                                    | 268,5 |                                                       |
| 4   | Isso Memo                | Na Força do Talismã Depositei Minha Fé                                                            | 268,1 |                                                       |
| 5   | Lavapés Pirata Negro     | Oxóssi, o Guardião Popular                                                                        | 268,1 |                                                       |
| 6   | Leandro de Itaquera      | Os seis segredos do Ariaú (Reedição do próprio enredo de 2001)                                    | 268,0 |                                                       |
| 7   | Combinados de Sapopemba  | Acorda Maria Bonita! Lugar de mulher é onde ela quiser                                            | 267,4 |                                                       |
| 8   | Unidos do Vale Encantado | Num ritual de amor, igualdade e respeito, Vale Encantado vai à luta por um Brasil sem preconceito | 267,2 |                                                       |
| 9   | Unidos de Guaianases     | Orum Ayê – O Mito da Criação                                                                      | 266,6 |                                                       |
| 10  | Flor de Vila Dalila      | Aos 50 anos, a Flor exalta o amor e a alegria                                                     | 266,5 | Desce para o Grupo de Acesso de Bairros I - UESP 2025 |
| 11  | União Imperial           | E o palhaço o que é? O sacerdote da besteira, da bobeira e do riso                                | 266,2 | Desce para o Grupo de Acesso de Bairros I - UESP 2025 |
| 12  | TUP                      | Literatura Brasileira, te apresento uma aventura fascinante                                       | 264,8 | Desce para o Grupo de Acesso de Bairros I - UESP 2025 |

### Grupo de Acesso de Bairros 1
O desfile do Grupo de Acesso de Bairros 1 é organizado pela  União das Escolas de Samba de São Paulo (UESP) e realizado na rua Alvinópolis, Vila Esperança.
Ordem de desfile
| Domingo (11/02/2024)                                                                                       | Segunda-feira (12/02/2024) |
| 1. Império Lapeano 2. Saudosa Maloca 3. Príncipe Negro 4. Mocidade Robruense 5. Prova de Fogo 6. Os Bambas | 1. União Independente da Zona Sul 2. Tradição Albertinense 3. Passo de Ouro 4. Império Real 5. União da Vila Albertina 6. Acadêmicos de São Jorge |

Classificação
| Pos | Escolas de Samba               | Enredo                                                                  | Pts   | Classificação ou rebaixamento                         |
| --- | ------------------------------ | ----------------------------------------------------------------------- | ----- | ----------------------------------------------------- |
| 1   | Saudosa Maloca                 | Afar, a grande travessia africana                                       | 179,3 | Sobe para o Grupo Especial de Bairros -UESP 2025      |
| 2   | Acadêmicos de São Jorge        | O País da Cocanha                                                       | 179,1 | Sobe para o Grupo Especial de Bairros -UESP 2025      |
| 3   | Prova de Fogo                  | Alma africana: ecos de luta, herança e africanidade                     | 179,0 |                                                       |
| 4   | Império Real                   | Oxumarê! Da Daomé da Brasil, nosso canto é renovação e resistência!     | 178,8 |                                                       |
| 5   | União da Vila Albertina        | O mar é a religião da natureza                                          | 178,8 |                                                       |
| 6   | Mocidade Robruense             | Pajelança – Ritual de Cura e Amor                                       | 178,6 |                                                       |
| 7   | Império Lapeano                | Luisa Mahin, a Revolucionária dos Malés                                 | 178,2 |                                                       |
| 8   | Tradição Albertinense          | Era uma vez… uma fábrica de encantos e diversão                         | 178,2 |                                                       |
| 9   | Os Bambas                      | Sonhos de uma noite de Carnaval                                         | 178,0 |                                                       |
| 10  | Passo de Ouro                  | Nos encantos das águas… Passo de Ouro navega num mar de esperança       | 177,8 | Desce para o Grupo de Acesso de Bairros 2 - UESP 2025 |
| 11  | União Independente da Zona Sul | A nossa estrela vai brilhar neste Carnaval!                             | 177,6 | Desce para o Grupo de Acesso de Bairros 2 - UESP 2025 |
| 12  | Príncipe Negro                 | Príncipe Negro comemora 60 anos de história de no Carnaval de São Paulo | 177,5 | Desce para o Grupo de Acesso de Bairros 2 - UESP 2025 |

### Grupo de Acesso de Bairros 2
O desfile do Grupo de Acesso de Bairros 2 é organizado pela  União das Escolas de Samba de São Paulo (UESP) e realizado na rua Alvinópolis, Vila Esperança.
Ordem de desfile
| Sábado (10/02/2024) |
| --- |
| 1. Zumbi Zaire 2. Oba Oba 3. Boêmios da Vila 4. Só Vou Se Você For 5. Em Cima da Hora Paulistana 6. Penha 7. Flor de Lis 8. Filhos da Santa 9. Acadêmicos do Butantã 10. Explosão da Zona Norte 11. Dragões de Vila Alpina |

Classificação
| Pos | Escolas de Samba           | Enredo                                                             | Pts   | Classificação ou rebaixamento                         |
| --- | -------------------------- | ------------------------------------------------------------------ | ----- | ----------------------------------------------------- |
| 1   | Penha                      | Quingoma                                                           | 180,1 | Sobe para o Acesso de Bairros 1 - UESP 2025           |
| 2   | Filhos da Santa            | Cinema Nacional, um Roteiro Sem Ponto Final                        | 179,9 | Sobe para o Acesso de Bairros 1 - UESP 2025           |
| 3   | Acadêmicos do Butantã      | Vem pro Arraiá                                                     | 179,9 |                                                       |
| 4   | Oba Oba                    | O dia em que todos aguardavam                                      | 179,5 |                                                       |
| 5   | Zumbi Zaire                | Um Dengo às Rosas Pretas                                           | 179,1 |                                                       |
| 6   | Flor de Liz                | O Canto Sagrado – Não temo quebrantos porque sou guerreira         | 179,1 |                                                       |
| 7   | Em Cima da Hora Paulistana | Sou Nordestino sim senhor… Oxente Cabra, eu tenho cultura          | 178,4 |                                                       |
| 8   | Dragões de Vila Alpina     | No Caminho da Fé a Esperança em Acreditar                          | 177,7 |                                                       |
| 9   | Explosão da Zona Norte     | São Tomé e Príncipe, uma Explosão de Riquezas no Coração da África | 177,5 | Desce para o Grupo de Acesso de Bairros 3 - UESP 2025 |
| 10  | Só Vou se Você For         | Pantanal, Sonhos e Encantos de um Rio que Banha o Brasil           | 156,3 | Desce para o Grupo de Acesso de Bairros 3 - UESP 2025 |
| 11  | Boêmios da Vila            | Mulher Brasileira                                                  | 151,8 | Desce para o Grupo de Acesso de Bairros 3 - UESP 2025 |

### Grupo de Acesso de Bairros 3
O desfile do Grupo de Acesso de Bairros 3 é organizado pela  União das Escolas de Samba de São Paulo (UESP) e realizado na Avenida Eliseu de Almeida, Butantã.
Ordem de desfile
| Sábado (10/02/2024) |
| --- |
| 1. Imperial da Vila Penteado 2. Paulistano da Glória 3. Estação Invernada 4. Cacique do Parque 5. Acadêmicos do Ipiranga 6. Locomotiva Piritubana 7. Quilombo Asas da Liberdade 8. Unidos do Jaçanã 9. Folha Verde 10. Cabeções de Vila Prudente 11. Acadêmicos do Campo Limpo 12. Império do Samba 13. Raízes da Vila Prudente 14. Primeira da Aclimação |

Classificação
| Pos | Escolas de Samba           | Enredo                                                                              | Pts    | Classificação ou rebaixamento                    |
| --- | -------------------------- | ----------------------------------------------------------------------------------- | ------ | ------------------------------------------------ |
| 1   | Cacique do Parque          | O que a Bahia tem? Vem, o Cacique vai te mostrar!                                   | 179,7  | Sobe para o Grupo de Acesso de Bairros-UESP 2025 |
| 2   | Imperial da Vila Penteado  | O canto da Imperial ecoa forte: Seu Carlão, o Cardeal do Samba, Quilombo da Peruche | 179,1  | Sobe para o Grupo de Acesso de Bairros-UESP 2025 |
| 3   | Unidos do Jaçanã           | O cangaceiro que virou encantado nas terras de Jurema                               | 179,0. |                                                  |
| 4   | Acadêmicos do Ipiranga     | O Enlace Eterno entre África e o Brasil no Quilombo da Acadêmicos do Ipiranga       | 179,0  |                                                  |
| 5   | Raízes de VIla Prudente    | Sou berço da vida, guerreira, sou Raízes, sou mulher                                | 178,7  |                                                  |
| 6   | Acadêmicos do Campo Limpo  | Acorda Fenix, Campo Limpo quer se divertir!                                         | 178,6  |                                                  |
| 7   | Estação Invernada          | Reino de Drácula na Festa do Momo                                                   | 178,3  |                                                  |
| 8   | Paulistanos da Glória      | Glória à Mãe Preta Majestosa                                                        | 177,8  |                                                  |
| 9   | Cabeções de Vila Prudente  | 75 anos o Pavilhão Azul e Branco                                                    | 177,6  |                                                  |
| 10  | Império do Samba           | Kizomba é! Ao invés da dor, os festejos da negra cor!                               | 177,5  |                                                  |
| 11  | Locomotiva Piritubana      | Bendito seja o pão de cada dia                                                      | 177,1  | Escolas suspensas por dois anos                  |
| 12  | Quilombo Asas da Liberdade | É festa, é Chica da Silva: o convite na cor da noite pra você!                      | 175,9  | Escolas suspensas por dois anos                  |
| 13  | Folha Verde                | O Esplendor de Onilé                                                                | 174,2  | Escolas suspensas por dois anos                  |
| 14  | Primeira da Aclimação      | Germano Mathias, o Sambista Diferente                                               | 175,4  | Desclassificada                                  |

## Blocos
Os desfiles de Blocos são organizados pela União das Escolas de Samba de São Paulo (UESP) e realizados na rua Alvinópolis, Vila Esperança.

### Blocos Especiais
| Pos | Bloco                               | Tema                                         | Pts    | Classificação ou rebaixamento      |
| --- | ----------------------------------- | -------------------------------------------- | ------ | ---------------------------------- |
| 1   | Pavilhão Nove                       | Saravá, Meus Pretos Velhos                   | 179,8  | Campeã                             |
| 2   | Chorões da Tia Gê                   | Festejos                                     | 179,8  |                                    |
| 3   | Garotos da Vila                     | Uma visionária da educação                   | .179,7 |                                    |
| 4   | Mocidade Amazonense                 | As quatro estações                           | 179,7  |                                    |
| 5   | Unidos do Palmares                  | Respeitável público, o circo chegou          | 179,6  |                                    |
| 6   | Caprichosos do Piqueri              | Cheiro do meu sertão                         | 179,6  |                                    |
| 7   | Kacike da Vila                      | Okê Arô Salve Oxóssi Caçador                 | 179,5  |                                    |
| 8   | Vovó Bolão                          | Amor                                         | 179,2  |                                    |
| 9   | Mocidade Independente da Zona Leste | Bibi – Deixa o nosso bloco passar! Ricardão… | 179,2  |                                    |
| 10  | Inajar de Souza                     | Mãe, Mulher, Guerreira                       | 179,0  |                                    |
| 11  | Imperatriz do Jaraguá               | Saúde                                        | 178,9  | Rebaixados para o Acesso de Blocos |
| 12  | Caprichosos da Zona Sul             | Brasil dos Brasis                            | 177,3  | Rebaixados para o Acesso de Blocos |

### Acesso de Blocos
| Pos | Bloco                  | Tema                                | Pts   | Classificação ou rebaixamento          |
| --- | ---------------------- | ----------------------------------- | ----- | -------------------------------------- |
| 1   | Não Empurra Que é Pior | Criança Feliz                       | 178,8 | Sobem para o grupo de Blocos Especiais |
| 2   | Unidos do Guaraú       | Fim de Semana na Quebrada           | 178,3 | Sobem para o grupo de Blocos Especiais |
| 3   | Unidos do Abaeté       | Abaeté vem cantar ditados populares | 177,2 |                                        |
| 4   | Unidos do Pé Grande    | Negros lutadores e vencedores       | 175,8 |                                        |